# Heleioporus barycragus
Espèce
Statut de conservation UICN

 LC  : Préoccupation mineure
Heleioporus barycragus est une espèce d'amphibiens de la famille des Limnodynastidae.

## Répartition
Cette espèce est endémique d'Australie-Occidentale. Elle se rencontre entre 150 et 600 m d'altitude dans la Darling Scarp,. 

## Publication originale
- Lee, 1967 : Studies on Australian Amphibia. 2. Taxonomy, ecology and evolution of the genus Heleioporus Gray (Anura: Leptodactylidae). Australian Journal of Zoology, vol. 15, no 2, p. 367-439.